# Drepanosticta zhoui
Drepanosticta zhoui – gatunek ważki z rodziny Platystictidae. Występuje na chińskiej wyspie Hajnan.